# Alpine A310
Alpine A310 або Alpine Renault A310 — спортивний автомобіль французького виробника автомобілів Alpine, який виготовлявся з весни 1971 до початку 1985 року.

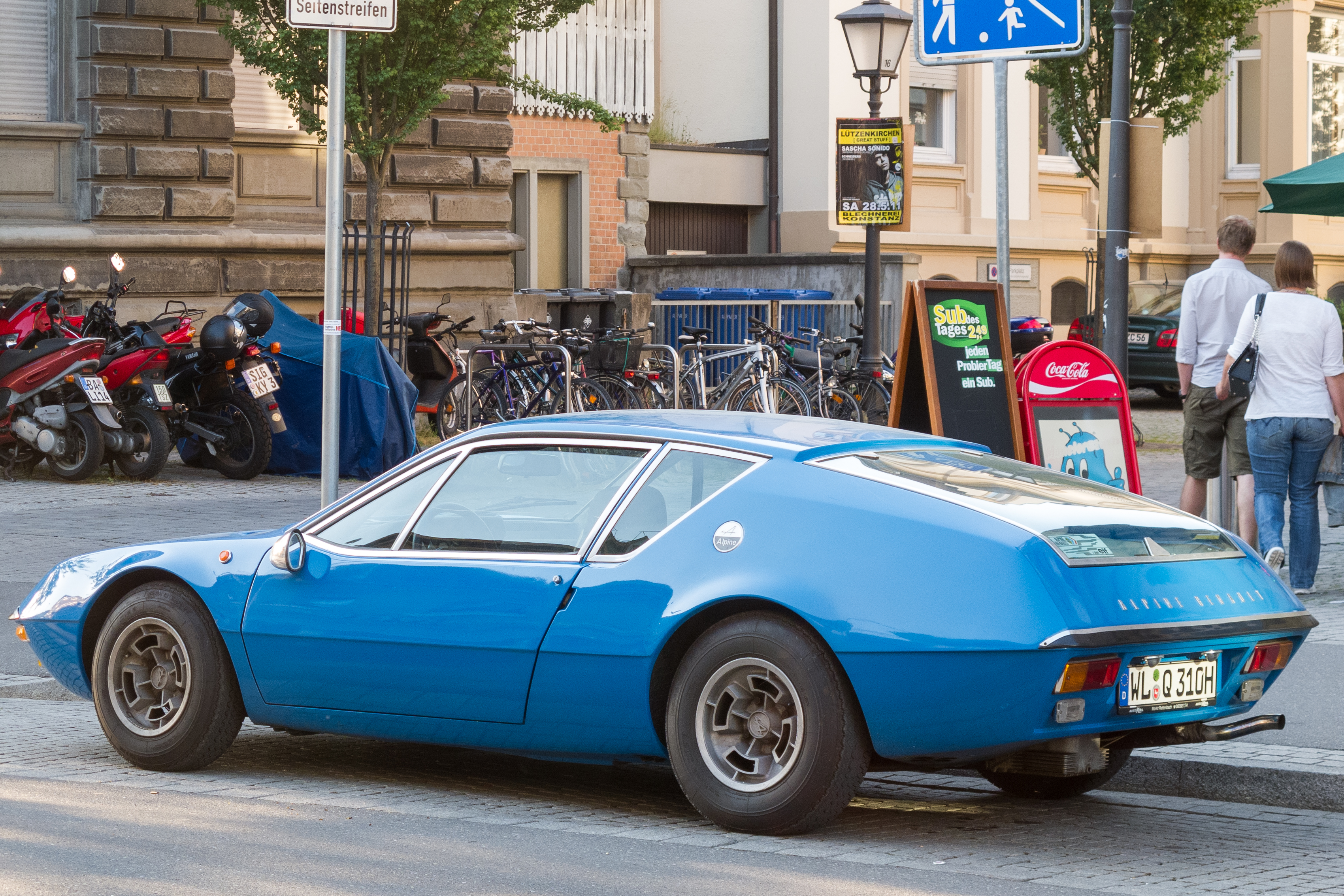

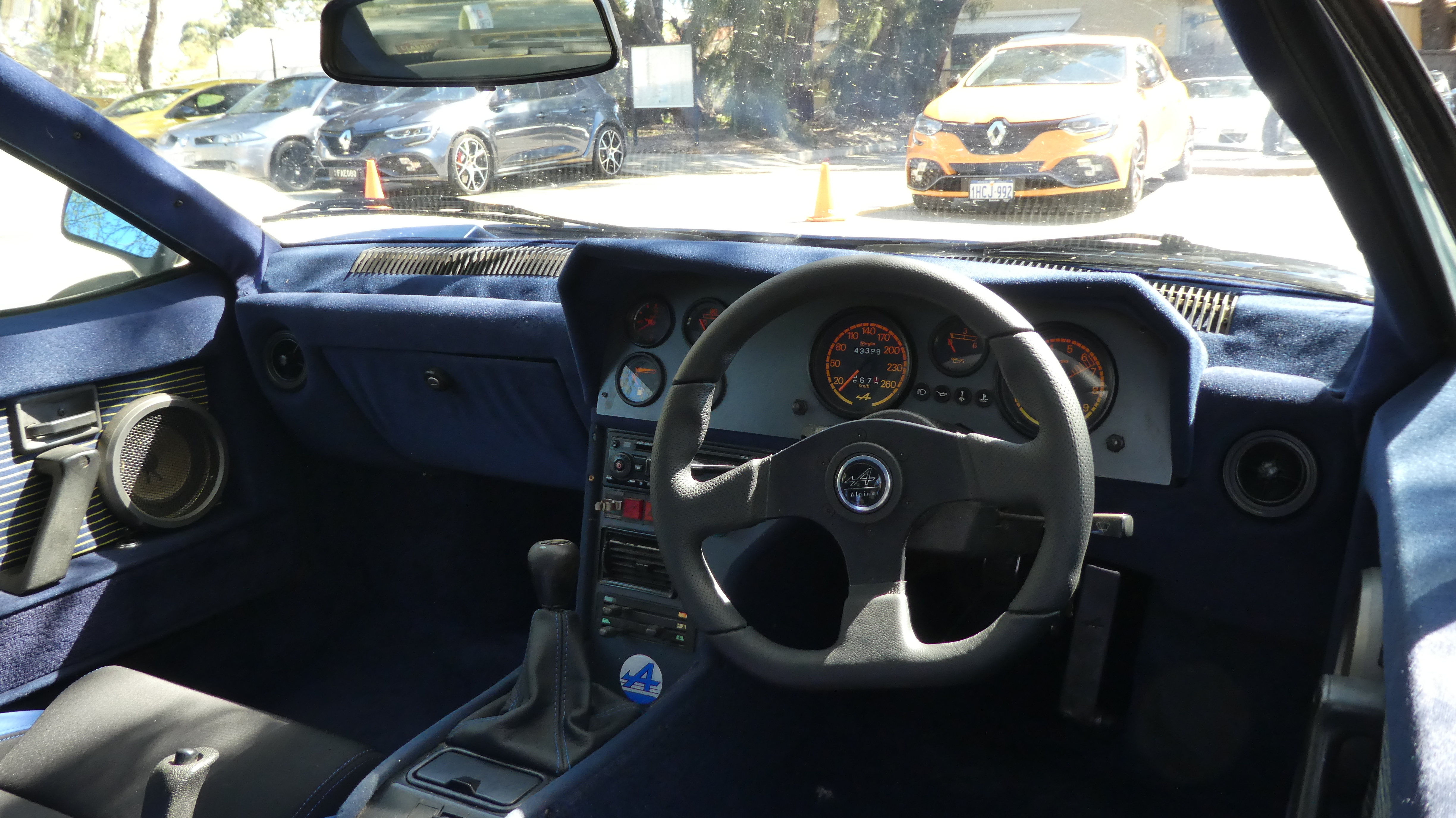

Його було виготовлено в кількості 11 616 примірників, з яких 2340 чотирициліндрових моделей A310 (1971-1976) та 9276 A310 V6 (1976-1985). A310 V6 - це найуспішніша модель бренду Alpine з точки зору продажів.
Попередником A310 є A110 Berlinette, який, однак, продовжував виготовлятися паралельно з A310 до кінця 1977 року.
Наступниками A310 є моделі Alpine V6 GT і Alpine V6 Turbo (D500/D501). A310, як і його попередники виготовлявся повністю вручну.

## Двигуни
- 1605 см3 A2L/A3L I4 124/127 к.с. (1600 VE/VF)
- 1647 см3 A6M I4 95 к.с. (1600 VG)
- 2664 см3 PRV V6 150/193 к.с.

## Виробництво
| Показники виробництва | Показники виробництва | Показники виробництва |
| рік                   | A310 І4               | A310 V6               |
| --------------------- | --------------------- | --------------------- |
| 1971                  | 301                   | –                     |
| 1972                  | 402                   | –                     |
| 1973                  | 658                   | –                     |
| 1974                  | 344                   | –                     |
| 1975                  | 306                   | –                     |
| 1976                  | 329                   | 140                   |
| 1977                  | –                     | 1.220                 |
| 1978                  | –                     | 1.216                 |
| 1979                  | –                     | 1.381                 |
| 1980                  | –                     | 1.138                 |
| 1981                  | –                     | 1.284                 |
| 1982                  | –                     | 1.095                 |
| 1983                  | –                     | 1.139                 |
| 1984/1985             | –                     | 663                   |
| Всього                | 2.340                 | 9.276                 |